# Parti de la paix et de la démocratie
Pour les articles homonymes, voir Parti pour la paix et la démocratie et BDP.
Le Parti de la paix et de la démocratie (en turc : Barış ve Demokrasi Partisi, abrégé en BDP) est un parti politique turc créé en 2008 et dissous en 2014. Ses objectifs principaux ont été la résolution de la question kurde par le dialogue, les droits des femmes, l’écologie et l’instauration d’une société démocratique en Turquie.

## Historique
Le BDP prend la succession du DTP (Parti de la société démocratique) en 2009, à la suite de sa dissolution par la cour constitutionnelle turque pour ses liens présumés avec le Parti des travailleurs du Kurdistan. Le nouveau parti est d'abord co-présidé par Selahatin Demirtas et Gülten Kisanak.
Lors des élections législatives de 2011, le BDP réussit à faire élire 36 députés pro-kurdes au Parlement turc (sous l’étiquette « indépendants »), ce qui constitue un fait inédit depuis l’arrestation puis la condamnation de quatre députés pro-kurdes (dont Leyla Zana) en 1994-1995. La même année il remporte 77 municipalités.
En 2013, le parti joue un rôle important lors de négociations indirectes entreprises entre le gouvernement turc et le Parti des travailleurs du Kurdistan.
Lors de son troisième congrès le 11 juillet 2014, le BDP disparaît au profit d'une nouvelle formation locale, le Parti démocratique des régions (DBP), représenté à la Grande Assemblée nationale de Turquie par le Parti démocratique des peuples (HDP).

## Programme
Le programme du BDP s’appuie sur le concept d’autonomie démocratique, qui a été présenté fin 2010 conjointement avec le DTK (congrès pour une société démocratique). L’autonomie démocratique a pour but d’organiser la société kurde à travers huit dimensions fondamentales : politique, juridique, auto-défense, sociale, économique, culturelle, écologique et diplomatique. Ceci doit permettre de générer la volonté politique nécessaire à la création d’un pays pour les kurdes. 
En plus de proposer un nouveau modèle de société, le BDP a, par ailleurs, mis en avant quatre revendications prioritaires pour la résolution de la question kurde :
1. la garantie constitutionnelle du droit à l’enseignement dans la langue maternelle et du droit d’utiliser la langue maternelle dans les structures administratives ;
2. l’arrêt immédiat des opérations militaires et politiques ;
3. la suppression du seuil électoral de 10 %, celui-ci ayant pour effet de limiter considérablement la représentation du peuple kurde au sein de l’Assemblée nationale ;
4. la libération des prisonniers politiques.[réf. nécessaire]

Ces quatre revendications s’accompagnent d’une série de 10 demandes principales :
1. l’élaboration d’une constitution démocratique qui reconnaisse l’identité kurde ;
2. la mise en place d’une politique de décentralisation locale destinée à augmenter les pouvoirs des collectivités locales en Turquie ;
3. la reconnaissance du droit légitime du peuple kurde à l’auto-gouvernance ;
4. la levée de toutes les interdictions pesant sur la culture kurde et la pleine garantie des libertés d’association, d’expression et de la presse ;
5. le retrait des unités spéciales des forces de sécurité turques déployées au Kurdistan; la suppression du système des « gardiens de villages » ; l’octroi aux Kurdes du droit d’assurer eux-mêmes leur défense interne ;
6. la libération de tous les détenus et prisonniers politiques en Turquie, dont le leader Abdullah Öcalan ;
7. la garantie constitutionnelle des droits et libertés des communautés ethniques et religieuses ;
8. la mise en place d’une commission qui aura pour objectif d’enquêter sur les crimes commis durant la guerre au cours des trente dernières années, et juger les responsables le cas échéant ;
9. l’adoption de toutes les mesures nécessaires pour la reconstruction des villages détruits par l’armée et le retour des personnes déplacées; la réparation des dommages subis par les personnes déplacées ;
10. l’arrêt des politiques discriminatoires afin de surmonter le déséquilibre économique, la précarité et le chômage ; l’octroi de la priorité au Kurdistan pour les investissements.
11. le mariage pour les couples de même sexe[réf. nécessaire].

## Dirigeants
Ses coprésidents étaient Hamit Geylani (tr) et Filiz Koçali (en).[réf. nécessaire]

## Résultats
| Année | Voix                   | %                      | Sièges   | Rang | Gouvernement |
| ----- | ---------------------- | ---------------------- | -------- | ---- | ------------ |
| 2011  | Candidats indépendants | Candidats indépendants | 36 / 550 |      | Opposition   |